# Augustinus Jun’ichi Nomura
Augustinus Jun’ichi Nomura (jap. アウグスチノ 野村純一 Augusuchino Nomura Jun’ichi; ur. 20 listopada 1937 w Kōchi) – japoński duchowny rzymskokatolicki, biskup diecezjalny Nagoi w latach 1993-2015. 

## Życiorys
Święcenia kapłańskie przyjął 19 grudnia 1964. 5 kwietnia 1993 papież Jan Paweł II mianował go biskupem Nagoi, sakry udzielił mu 4 lipca 1993 Francis Xavier Kaname Shimamoto, ówczesny arcybiskup metropolita Nagasaki. 
29 marca 2015 papież Franciszek przyjął jego rezygnację z pełnionego urzędu złożoną ze względu na wiek. 